# Xylocopa fallax
Xylocopa fallax är en biart som beskrevs av Maidl 1912. Xylocopa fallax ingår i släktet snickarbin, och familjen långtungebin. Inga underarter finns listade i Catalogue of Life.